# Rhabdamia spilota
A Rhabdamia spilota a sugarasúszójú halak (Actinopterygii) osztályához a sügéralakúak (Perciformes) rendjéhez, ezen belül a kardinálishal-félék (Apogonidae) családjához tartozó faj.

## Előfordulása
A Rhabdamia spilota a Csendes-óceán nyugati részének a középső szakaszánál található meg, az indonéziai Bali sziget vizeiben.

## Megjelenése
Ez a halfaj legfeljebb 6 centiméter hosszú. Karcsú teste majdnem áttetsző, fehéres, 3-4 kis, sötét folttal.

## Életmódja
Trópusi, korallzátonylakó kardinálishal, amely 20-55 méteres mélységekben található meg. Általában párban, de nagy rajokban is úszik. Főleg a szarukorallok és a tengerililiomok között él. Nappal tevékeny és állati planktonnal táplálkozik.